# Saint-Chamant, Cantal
Saint-Chamant är en kommun i departementet Cantal i regionen Auvergne-Rhône-Alpes i mitten av Frankrike. Kommunen ligger  i kantonen Salers som ligger i arrondissementet Mauriac. År 2022 hade Saint-Chamant 237 invånare.

## Befolkningsutveckling
Antalet invånare i kommunen Saint-Chamant
Referens:INSEE